# Pinyin-Silbentrennungszeichen
Das Pinyin-Silbentrennungszeichen (chinesisch 隔音符號 / 隔音符号, Pinyin géyīn fúhào, englisch syllable-dividing mark) ist Bestandteil der lateinischen Umschrift Pinyin für das Chinesische. Graphisch entspricht es dem Apostroph.

## Verwendung
Dieses Zeichen markiert bei zusammengeschriebenen Silben die Silbengrenze, wenn die folgende Silbe mit einem der Vokale a, e oder o beginnt. Beispiele: Xī’ān, Cháng’é. Es dient zur Verbesserung des Leseflusses und zur Vermeidung von Zweideutigkeiten – ohne dieses Zeichen liest man Xian als eine Silbe und Change als „Chan-ge“. Vor den anderen Vokalen (i, u, ü) ist eine solche Regel nicht erforderlich, weil sie am Silbenanfang als y, w, yu geschrieben werden – das y und das w kennzeichnen also bereits die Silbengrenze.
Das Silbentrennungszeichen wird auch dann vor a, e und o geschrieben, wenn keine Verwechselungsgefahr besteht. So schreibt man Xī’ān, obwohl durch die zwei Tonmarker schon klar ist, dass es zwei Silben sind, und hai’ou, obwohl es im Chinesischen die Silbe haiou nicht gibt.

## Das Zeichen in Unicode
Sowohl das sogenannte Ersatzzeichen (') – ein gerader, senkrechter Strich, genau gesagt das Unicode-Zeichen U+0027 – als auch der sogenannte typographisch korrekte Apostroph (Unicode-Zeichen U+2019) werden für seine Darstellung verwendet.

### Aufstellung ähnlicher Zeichen
Die deutschen Bezeichnungen dieses Abschnitts sind zum Teil umgangssprachlich und sind nicht offizieller Bestandteil von Unicode.
| Zeichen | Beschreibung                                                    | Unicode-Name                  | Unicode-Zeichenwert |
| ------- | --------------------------------------------------------------- | ----------------------------- | ------------------- |
| '       | Ersatzzeichen des Apostrophs                                    | APOSTROPHE                    | U+0027              |
| ’       | Typografisch korrekter Apostroph                                | RIGHT SINGLE QUOTATION MARK   | U+2019              |
| ˈ       | Betonungszeichen (IPA)                                          | MODIFIER LETTER VERTICAL LINE | U+02CC              |
| ´       | Akut-Akzent                                                     | ACUTE ACCENT                  | U+00B4              |
| `       | Gravis-Akzent                                                   | GRAVE ACCENT                  | U+0060              |
| ‘       | Typografisch korrektes einfaches schließendes Anführungszeichen | LEFT SINGLE QUOTATION MARK    | U+2018              |
| ′       | Minutenzeichen/Strich                                           | PRIME                         | U+2032              |
| ʻ       | Modifizierendes umgedrehtes Komma (z. B. für ʻOkina)            | MODIFIER LETTER TURNED COMMA  | U+02BB              |